# Łuczkiwci
Łuczkiwci (ukr. Лучківці) – wieś na Ukrainie, w obwodzie lwowskim, w rejonie złoczowskim.
Do 1946 roku miejscowość nosiła nazwę Kadłubiska (ukr. Кадлубиська, Kadłubyśka).

## Historia
Dawniej wieś w powiecie brodzkim.
W czasie okupacji niemieckiej polska nauczycielka z Kadłubisk Maria Bitschanowa z pomocą ukraińskiej służącej Zofii Buhaj ukrywała troje Żydów. W 1991 roku Instytut Jad Waszem podjął decyzję o przyznaniu obu kobietom tytułów Sprawiedliwy wśród Narodów Świata. 
Do 2020 w rejonie brodzkim.  